# 銑鉄

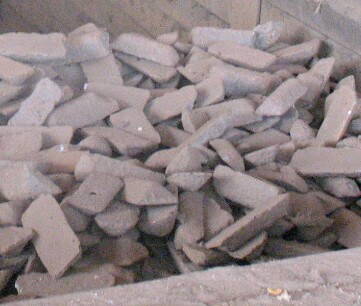
銑鉄

銑鉄（せんてつ）は、高炉や電気炉などで鉄鉱石を還元して取り出した鉄のこと。銑鉄を生産する工程のことを製銑（せいせん）と呼ぶ。古くは銑（ずく）と呼ばれた。

## 概要
純鉄の融点よりも低い融点の鉄-炭素系状態図の共晶点（炭素4.25%）で鉄を取り出すため、炭素含有量が高い。銑鉄は硬いが、衝撃を与えると割れやすいので、構造用材料には使われない。融解した銑鉄を急冷すると、主成分がセメンタイトである「白銑鉄」となる。
鉄鉱石を還元する際に使用される装置によって、「高炉銑」と「電気炉銑（電気銑）」に大別される。前者は高炉を用いて製銑された銑鉄、後者は電気炉（電炉）を用いて製銑された銑鉄である。現代日本では前者が主流で、後者の生産はほとんど行われていない。高炉による製銑は、高炉#高炉による銑鉄生産に詳しい。高炉や電気炉から取り出されたままで溶解した銑鉄のことを「溶銑」、冷やされて固まった銑鉄のことを「冷銑」と言う。冷銑は、形状によって型銑（鋳型で成型された銑鉄）、粒銑（粒状の銑鉄）がある。
銑鉄の用途は主に製鋼と鋳物である。製鋼用銑鉄は、転炉や平炉を用いて、炭素の含有量を4%前後から2%以下へ下げる処理が加えられる。この工程（これを「製鋼」と言う）によって鋼が生産される。また、電気炉でスクラップ（屑鉄）を溶かして製鋼する際にも、成分調整用に添加される。鋳物用銑鉄（省略して「鋳物銑」とも呼ばれる）は、成分を調整されて鋳型に流し込まれ、鋳鉄となる。
大日本帝国陸軍は各種の野砲・山砲向けに、通常の榴弾を補う代用品として、弾殻を銑鉄製とした「銑製榴弾」を制定していた。銑鉄は硬くもろいため、破裂した際に生じる破片が鋼製の榴弾よりも細かくなりやすく、殺傷能力の面で不利となる。同様の銑鉄製榴弾は他国にも事例があり、いずれも鋼製の榴弾よりも肉厚にして、効力を稼ぐように設計されていた。

## 生産地
銑鉄自体は世界各国で生産されているものの、生産量は中国が突出している。
1993年には1位の中国が9000万トン弱であったが、経済成長に支えられて2000年の時点では約1億3000万トン、さらに2000年以降は生産量が急増して2005年には約3億3000万トンと、2位の日本や3位の旧ソ連諸国と比べるとその差は4倍ほどある。
2005年時点での生産量2位は日本で8200万トン余り、3位は旧ソ連諸国（独立国家共同体）でおよそ8000万トンである。

## 銑鉄メーカー

### 日本
日本において銑鉄を製造する企業は、2006年度時点で8社ある。多くが最終製品の鋼材まで製造する高炉メーカー（銑鋼一貫メーカー）であるが、それらから分離され製銑などの工程を専門に担当するメーカーもある。歴史的に見れば、製鋼用銑鉄専門あるいは鋳物用銑鉄専門のメーカーも存在した。
銑鉄メーカーの一覧は以下のとおり。製鋼用・鋳物用の区別も示した。
- 日本製鉄（製鋼用・鋳物用）
- JFEスチール（製鋼用）
- 神戸製鋼所（製鋼用・鋳物用）
- 日新製鋼（製鋼 2021年に休止予定）
- 北海製鉄（製鋼用）